# Jean Giraud
Jean Giraud [žán žiró], známý jako Moebius (8. květen 1938, Nogent-sur-Marne – 10. březen 2012, Paříž) byl francouzský komiksový kreslíř. Celkem vytvořil přes třicet komiksových sérií, nejslavnější mezi nimi je sci-fi seriál Incal. Jeho přezdívka Moebius vznikla v roce 1963.

## Život
V polovině 60. let se proslavil devětadvacetidílnou komiksovou westernovou sérií nazvanou Blueberry. Jejím scenáristou byl Belgičan Jean-Michel Charlier. První díl vyšel roku 1963. Bluberry překvapil fanoušky komiksu i kritiky svým hlavním „antihrdinou“, do té doby v komiksu nevídaným. Poručík Bluberry, voják Unie a syn jižanského farmáře, je zpočátku přesvědčeným rasistou. Pozvolna se ale promění v bojovníka proti diskriminaci. Vizuálně byl prý pro Bluberryho vzorem Jean-Paul Belmondo.
V žánru science fiction a fantasy se občas dotýkal až surrealismu. K nejoceňovanějším jeho komiksům tohoto žánru patří seriály Arzach (pojednává o němém válečníkovi) a především Incal, jehož scénář napsal chilský „psychomág“ a surrealista Alejandro Jodorowsky. Komiks je sci-fi, ale se silnými odkazy k hermetismu, zejména k tarotu.
V letech 1981–1989 vyšlo šest sešitů. Komiks se stal předlohou známého filmu Pátý element režiséra Luka Bessona. Inspirace komiksem však byla nepřiznaná a Jodorowsky i Giraud Bessona zažalovali o 20 milionů euro, byť neúspěšně.
Poprvé s Jodorowskim spolupracovali v roce 1978 na seriálu Les Yeux du chat. Chtěli spolu též adaptovat slavný sci-fi román Duna, ale k realizaci nedošlo.
Ohlas vzbudil i jeho obrazový deník Uvnitř Moebia, jenž publikoval od roku 2004, a který začal prý kreslit poté, co se po letech rozhodl přestat kouřit marihuanu.
Giraud se věnoval i filmu, jako výtvarník spolupracoval na snímcích Propast, Tron, nebo Vládci vesmíru. Podílel se též na vizuálních efektech filmu Vetřelec Ridleyho Scotta.
V roce 1975 spoluzaložil komiksový magazín Metal Hurlant. Proslul i svými erotickými kresbami. V 90. letech se soustředil na knižní obálky a plakátovou tvorbu. Jeho sebrané spisy mají jedenáct svazků.